# Боровник (Корнат)
43° 48′ 45″ N 15° 15′ 09″ E / 43.81250° С; 15.25250° И
Боровник је ненасељено острвце у хрватском дијелу Јадранског мора. Налази се у Корнатском архипелагу сјеверно од Мане и јужно од Корната. Дио је Националног парка Корнати. Његова површина износи 0,279 km², док дужина обалске линије износи 2,91 km. Највиши врх је висок 56 m. Грађен је од кречњака кредне старости. Административно припада општини Муртер-Корнати у Шибенско-книнској жупанији.